# POLTAX
POLTAX – rozproszony system ewidencjonowania i przetwarzania danych o podatnikach wykorzystywany w urzędach skarbowych, rozwijany i obsługiwany przez polskie Ministerstwo Finansów. To przedsięwzięcie techniczno-organizacyjne, którego podstawowym celem jest tworzenie i utrzymanie systemu informatycznego wspomagającego działalność administracji podatkowej.
System działa w środowisku Linux (do grudnia 2010 r. Unix) i wykorzystuje bazy danych Oracle.
W 1990 r. Ministerstwo Finansów podpisało kontrakt z francuską firmą Bull na utworzenie i wdrożenie aplikacji POLTAX we wszystkich urzędach skarbowych. Po pięciu latach, piętnastokrotnym aneksowaniu umowy Minister Finansów podpisał z Francuzami „porozumienie zamykające”, po czym budowę systemu kontynuowano w ramach resortu, bez zlecania tego zadania na zewnątrz.

## Podsystemy Poltaksu
- Poltax2B
- EGAPOLTAX
- MANDATY,
- CZYNNOŚCI MAJĄTKOWE
- BIBLIOTEKA AKT
- KONTROLA
- SPED